# Başak İçin Özbebek
Başak İçin Özbebek (Mersin, 13 de febrer de 1994) és una jugadora de futbol turca. Actualment juga a Karadeniz Ereğlispor d'Ereğli i també ha participat en la selecció turca U-19. És migcampista.